# Coelopencyrtus gargaris
Coelopencyrtus gargaris is een vliesvleugelig insect uit de familie Encyrtidae. De wetenschappelijke naam is voor het eerst geldig gepubliceerd in 1843 door Walker.